# Color a Dinosaur
 (décembre 2018).
Si vous disposez d'ouvrages ou d'articles de référence ou si vous connaissez des sites web de qualité traitant du thème abordé ici, merci de compléter l'article en donnant les références utiles à sa vérifiabilité et en les liant à la section « Notes et références ».
Color a Dinosaur est un jeu vidéo éducatif sorti sur Nintendo Entertainment System en 1993 qui propose au joueur une version électronique des livres de coloriage : il s'agit ici de  colorier des dinosaures.

## Présentation
Le joueur doit d'abord choisir parmi seize modèles de dinosaures différents. Il y a ensuite deux modes possibles : soit l'ordinateur propose automatiquement la zone à colorier et le joueur ne choisit que la couleur, soit le joueur choisit la zone et la couleur à appliquer.